# La Chanson d'Aïcha
La Chanson d'Aïcha (La canción de Aixa) est un film espagnol réalisé par Florián Rey, sorti en 1939. 

## Fiche technique
- Titre original : La canción de Aixa
- Réalisation : Florián Rey
- Scénario : Florián Rey
- Dialogues : Manuel de Góngora
- Photographie : Karl Puth et Hans Scheib
- Musique : Federico Moreno Torroba
- Durée : 96 min

## Distribution
- Imperio Argentina : Aixa
- Manuel Luna : Abslam
- Ricardo Merino : Hamed
- Mari Paz Molinero : Zohira
- Rafaela Satorrés : Zaida
- Anselmo Fernández : Ali
- Nicolás D. Perchicot : Amar
- Pablo Hidalgo : le maestro
- Pedro Barreto : José
- Pedro Fernández Cuenca : Ben Darir
- José Prada : Larbi